# Braziliëstroom

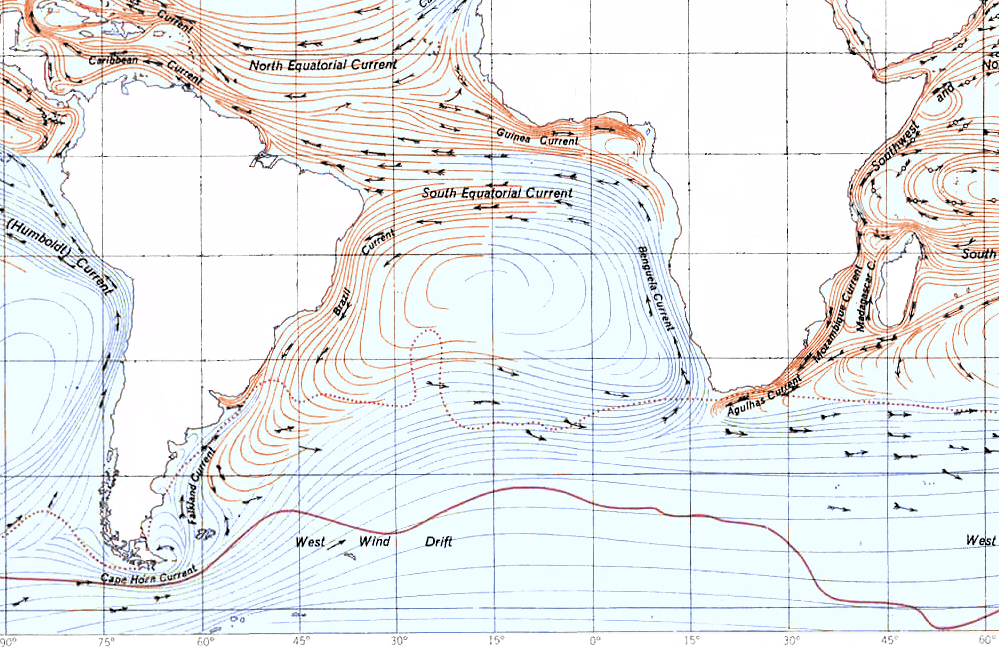
Braziliëstroom langs de kust

De Braziliëstroom is een zwakke zuidelijke oceaanstroom in het zuidelijk deel van de Atlantische Oceaan voor de zuidoostelijke kust van Brazilië. Ze vervoert warm subtropisch water. De stroming is beperkt tot de bovenste 600 meter van de waterkolom.
Vanuit het oosten stroomt de Atlantische Zuidequatoriale stroom in westelijke richting die zich voor de kust van Brazilië in een noordelijke en een zuidelijke zeestroming splitst, respectievelijk de Noord-Braziliëstroom en de Braziliëstroom. De Braziliëstroom stroomt van ongeveer 9 graden tot 38 graden zuiderbreedte langs de kust.
Langs de kust van Argentinië stroomt de Falklandstroom in noordelijke richting en botst op de Braziliëstroom, waardoor ze afbuigt naar het oosten.
Ten oosten van de Braziliëstroom ligt de Zuid-Atlantische gyre.